# Friona diffidens
Friona diffidens är en stekelart som först beskrevs av Tosquinet 1903.  Friona diffidens ingår i släktet Friona och familjen brokparasitsteklar. Inga underarter finns listade i Catalogue of Life.